# André Cartapanis
 (mars 2021).
André Cartapanis né à Marseille le 14 novembre 1952 et mort le 30 septembre 2024, à Aix-en-Provence, est un économiste enseignant notamment à l'Institut d'études politiques d'Aix-en-Provence et au sein de l'ISEM (Institut Supérieur d'Économie et de Management de l'Université Côte d'Azur), à Nice.

## Biographie

### Jeunesse et études
André Cartapanis effectue ses études secondaires au lycée Saint-Charles à Marseille. Il est titulaire d'un doctorat en économie à la suite de la soutenance de sa thèse à l'université d'Aix-Marseille en 1982, pour laquelle il a été lauréat du prix de thèse de l'Association française de science économique en 1983. Il est reçu à l'agrégation de sciences économiques et sociales en 1985.

### Parcours professionnel
Il est professeur à l’université d'Aix-Marseille entre 1989 et 2005. Il obtient cette année-là le poste de professeur de macroéconomie à l’Institut d’études politiques d’Aix-en-Provence. Il y enseigne depuis la macroéconomie de la globalisation et les finances internationales et où il assure la direction du master affaires internationales. 
Il est spécialisé en macro-économie financière internationale,, et s'exprime notamment sur le sujet de la crise économique mondiale des années 2008 et suivantes.  
Il était président de l’Association française de science économique entre 2009 et 2010. Il est par ailleurs membre du Cercle des économistes.

## Prises de position
Il considère que la pensée de John Maynard Keynes a été trop souvent oubliée à partir des années 1980, menant indirectement à la crise économique de 2008. Celle-ci nécessite selon lui une reprise des travaux de Keynes.
Très critique envers les politiques menées par les États et les banques centrales, et constatant la perte d'influence des États-nations, il milite activement en faveur d'une nouvelle gouvernance économique internationale afin de limiter l'instabilité du système financier mondial, celle-ci pouvant créer des crises systémiques très coûteuses en termes macroéconomiques. Il considère que nous sommes actuellement dans un pseudo-régime hégémonique mais contrarié à tendance polycentré. 
Lors de l'élection présidentielle française de 2012, il signe l'appel des économistes en soutien au candidat François Hollande en raison de « la pertinence des options [proposées], en particulier pour ce qui concerne la reprise de la croissance et de l'emploi »,.

## Ouvrages
- Transnational Corporations and Endogenous Development, (en coll.), UNESCO, Paris, 1982.
- Instabilité des taux de change et déséquilibres internationaux, le cas français, Calmann-Lévy, Paris, 1984.
- La Méditerranée économique, (en coll.), Economica, Paris, 1992.
- Turbulences et spéculations dans l'économie mondiale, (Ed.), Economica, Paris, 1996.
- Politique économique - Fondements théoriques, (Ed. en coll.), Economica, Paris, 1997.
- L’Université de la Méditerranée face aux défis du troisième millénaire, (Ed. en coll.), Economica, Paris, 1999.
- L'intégration des pays d'Europe centrale dans l'Union Européenne”, Revue économique, (Ed. en coll.), 1999.
- L'Euro et la Méditerranée, (Ed.), Editions de l'Aube, 1999.
- Reconstruire l’architecture du système financier international, Revue économique, (Ed. en coll.), 2001.
- La gouvernance financière mondiale, Revue d'Economie Financière, (Ed. en coll.), 2003.
- Macroeconomics of Exchange Rate Regimes, Revue Economique, (Ed. in coll.), 2003.
- Les marchés financiers internationaux, Collection Repères, La Découverte, Paris, 2004.
- Regional Currency Areas in Financial Globalization, (Ed. in coll.), Edward Elgar, Cheltenham, 2005.
- Les nouvelles frontières de l’Union Européenne, Revue Economique, (Ed. en coll.), 2006.
- Systèmes financiers, institutions et croissance dans les pays émergents, Revue Economique, (Ed. en coll.), 2008.
- Les enseignements d’une décennie d’euro, Revue d’Economie Politique, (Ed. en coll.), 2010.
- Développements récents de la science économique, Revue Economique, (Ed.), 2011.
- Les relations finance et industrie : une perspective historique, Revue d’Economie Financière, (Ed. en coll.), 2011.